# Cuterebra jellisoni
Cuterebra jellisoni is een vliegensoort uit de familie van de horzels (Oestridae). De wetenschappelijke naam van de soort is voor het eerst geldig gepubliceerd in 1942 door Curran.